# Ораціо Фагоне
Ораціо Фагоне (італ. Orazio Fagone) — італійський шорт-трековик та гравець у следж хокей,  олімпійський чемпіон та медаліст, чемпіон світу та призер чемпіонатів світу, паралімпієць. 
Фагоне брав участь в Олімпіаді в Калгарі, де шорт-трек був показовим видом. Там італійська естафетна команда фінішувала другою, а сам спортсмен був третім на дистанції 1500 метрів. 
Золоту олімпійську медаль та звання олімпійського чемпіона Фагоне виборов на Ліллегаммерській олімпіаді 1994 року  разом із товаришами з італійської команди в естафеті на 5000 м. 
1997 року Фагоне розбився на мотоциклі. Йому ампутували праву ногу, що змусило його відмовитися від сподівань повернутися на Олімпіаду в Нагано. Після цього нещасного випадку Фагоне почав грати у следж хокей і взяв участь у   Паралімпійських іграх 2006 року в Турині. 

## Зовнішні посилання
- Досьє на www.sports-reference.com

## Виноски
1. ↑  www.coni.it
2. ↑  Italia team
3. ↑  Lillehammer 1994 Official Report - Volume 3 (PDF). Lillehammer Olympic Organizing Committee. LA84 Foundation. 1994. Процитовано 16 січня 2014.
4. ↑  Wallechinsky, David; Jaime Loucky (2005). The Complete Book of the Winter Olympics, Toronto: Sport Classic Books.  ISBN 1-894963-45-8
5. ↑  Athletes involved in motorcycle accidents. The Associated Press. Процитовано 3 березня 2014.
6. ↑  Maki, Allan (23 січня 2010). McKeever to compete in both the Olympics and Paralympics. The Globe and Mail. Процитовано 3 березня 2014.